# Ātman (roman)
Ātman is een roman van de Surinaamse schrijver Leo Ferrier, gepubliceerd in 1968 bij uitgeverij De Bezige Bij. De tweede druk is gepubliceerd in 1990 bij uitgeverij De Volksboekwinkel, de derde in 1996 bij uitgeverij Conserve.
Ātman beschrijft een zoektocht naar harmonische eenheid en identiteit binnen een hybride samenleving.

## Verhaal
Conservatoriumpianist Lonnio keert terug naar zijn huis aan de Noordgrens van het district Commewijne in Suriname en probeert door relaties te maken met het heden en het verleden zijn ware identiteit te ontdekken.
De drie-eenheid tussen Lonnio en zijn vrienden Orlando en Karsilan markeren de schijnbare rasgebonden verschillen die er tussen henzelf en de inwoners van Suriname blijken te bestaan.
De identiteitsproblematiek waar Lonnio mee worstelt wordt niet opgelost in zijn geestelijk en fysiek intieme relatie met Orlando. Ook in een man-vrouwverhouding blijft Lonnio in vertwijfeling over zijn ware identiteit.
Het is een gevangenisbewoner die Lonnio uiteindelijk uit zijn gefragmenteerde visie licht naar de verlangde eenwording.

## Bloed

### Bloedvermenging
Het bloed manifesteert zich in diverse passages in het boek maar speelt een dominante rol bij het hoofdpersonage Lonnio. Lonnio is een kind van een Creoolse moeder, die zichzelf als Hindostaanse beschouwt. Zijn grootvader is een Hindostaan, zijn grootmoeder is een Creoolse met een Joodse vader en een Afrikaanse moeder. Deze bloedvermenging heeft er bij Lonnio toe geleid dat hij meer Hindostaanse dan Creoolse uiterlijke kenmerken heeft.
Deze uiterlijke dominantie zorgt er in diverse passages in het boek voor dat Lonnio zijn Creoolse identiteit probeert te miskennen: ‘Niemand zegt mij, verwijt mij geen volbloed Hindostaan te zijn.’ (Ferrier 1990: 18)
Dit intense verlangen naar puurheid van bloed en hiermee identiteit is een verlangen van Lonnio dat ook uitwendig wordt gestimuleerd door de mensen in zijn omgeving. Naast zijn moeder, die zich meer Hindostaans dan Creools voelt, is er ook de Hindostaanse familie in de persoon van de dienstbode Safoera: ‘Safoera, onze Hindostaanse dienstbode - ze werkte heel lang bij ons - is in eerste instantie degene die het Hindostaanse bloed, slechts fraktioneel in mij aanwezig, door haar liefde met een hogere potentie laadt.’ (Ferrier 1990: 14).
Scholing en studeren zijn voor Lonnio en zijn vrienden Karsilan en Orlando de bindende elementen in hun gezamenlijke omgang. Ook op de verschillende scholen die Lonnio samen met zijn vrienden doorloopt wordt de nadruk gelegd op de dominantie en superioriteit van Hindostanen: ‘Ik hoor mijn bruine onderwijzer met Chinese naam schelden op de donkere Creoolse kinderen met erg kroeshaar. Hij noemt ze oerstom. Schetst hen het gevaar dat hun wacht als zij in het leren falen. Dat de Hindostanen het land zullen overmeesteren en beheersen. Als de andere Hindostaanse kinderen en ik goede cijfers halen zegt hij: “Goed zo hoor, morgen zal je een grote meneer worden en alle Negers de baas zijn.” Tegen de Creoolse kinderen met slechte cijfers zegt hij dat ze er zelf om smeken de bedelaars van de toekomst te worden. Dat ze lui zijn en allemaal op een kantoor willen gaan zitten en vergeten dat het verbouwen van rijst ook goede verdiensten heeft.’ (Ferrier 1990: 43-44).

### Bloedmotief
Naast het gegeven dat de bloedvermenging onderdeel uitmaakt van de centrale problematiek van dit boek kan het bloed ook worden beschouwd als een motief. Dit motief heeft zowel historische, psychologische als metafysische dimensies, constateert Michiel van Kempen.

### Historische dimensie
De historische dimensie komt tot uiting in de eerste alinea van het boek: ‘Bloed vloeit in de rijst. Het scherpe kartelmes, waarmee ik de kartonnen verpakking heb opengesneden heeft mijn wijsvinger verwond. Schuin, drie karteltjes in mijn vlees.
-Indentare-. Bloed in de rijst die uit Suriname komt en daar door vele Hindostanen wordt verbouwd.’ (Ferrier 1990: 7).
Het ‘indentare’ verwijst volgens naar het contract dat de Hindostaanse immigranten tot hun arbeid verplichtte (indentured labour) en dat met een kartelschaar doorgeknipt werd en verdeeld onder belanghebbenden. Hiernaast manifesteert deze tweedeling zich eveneens in de persoon van Lonnio, als zoon van ouders met gemengd bloed.

### Psychologische dimensie
Wat voor Lonnio meer een verkenning van zijn seksualiteit lijkt, is voor zijn vriend Orlando eerder een bevestiging van zijn homoseksuele geaardheid. De versmelting van hun lichamen is voor Lonnio een openbaring van de neger in hemzelf. Een verklaring of motivatie voor zijn homoseksuele handelingen worden niet gegeven. Hierdoor kunnen de handelingen meer als een verkenning van seksualiteit en identiteit worden beschouwd in plaats van als een overtuigend homoseksuele uiting. De psychologische dimensie van het motief krijgt vorm in de rasvermenging die schuldgevoelens teweegbrengen. Deze schuldgevoelens worden nog sterker door de schuldgevoelens die hij krijgt na zijn seksuele handelingen met Orlando: ‘Ik zie dat ik ook nu nog veel van hem houd. Ik wil niet dat er weer dingen gebeuren. Maar ik houd van hem. Misschien ben ik dan even zondig.’ (Ferrier 1990: 109). Het motief verkrijgt in deze dimensie eveneens een christelijke symboolfunctie voor het lijden en boete-doen.

### Metafysische dimensie
Voordat de moeder van Orlando sterft is hij erg onrustig en gedraagt zich vreemd. Nadat zijn moeder is overleden berust hij echter niet in het lot dat hem heeft getroffen, maar draagt hij het met een soort van vanzelfsprekendheid. Hij meent niet te kunnen verdragen dat er zoveel bloed heeft moeten vloeien, maar zegt wel te berusten in het feit dat ze onder de lakens ligt.
Hier zien we een manifestatie van de leer van de Upanishads. De cyclus van leven en dood wordt in deze passage van het boek beschreven als een structuur waarvan de eenheid der tegengestelde delen de basis vormt: de dood schept ruimte voor nieuw leven.

## Slang
Op Alkmaar woont een Portugees-Joodse dokter. Hij is alcoholist en heeft geen respect voor zijn Hindostaanse patiënten. De verkrachting van twee Hindostaanse vrouwen hebben hem twee kinderen gebracht, Gerrit en Jan. Bij het huis van de pandit wordt hij vervloekt door een slang. Deze vloek wordt overgedragen op zijn zoon en twee dochters.
In een grote ketel met water kweken de twee dochters een tapijtslang die later ontsnapt op een erf vol met kinderen. De mannen worden vervolgens gealarmeerd en doden de slang: ‘Bij iedere herhaling, krachtig ondersteund door scheldwoorden, vlijmscherpe messen die snijden in het dode slangenlichaam, doden ze hem opnieuw. Telkens weer een ander. Ze doden de demon, het demon in de slang.’ (Ferrier 1990, 128).
Het doden van de slang is, duidend op het demon in de slang, een bezweringsritueel. Op symbolisch niveau fungeert het als het elimineren van het desintegrerende element.
Tijdens de ontmoeting tussen Lonnio, de gedetineerde en de oude Hindostaanse man komt er een slang voor. In het lichaam van de gedetineerde ziet hij gelijkenissen met het negerlichaam van Orlando. Het negerlichaam van Orlando, bedekt met kroeshaar en zwart glanzend, heeft hij niet eerder willen aanvaarden is zijn essentiële vorm.
De lichamelijke identificatie tussen Orlando’s lichaam, het lichaam van de gedetineerde en Lonnio’s eigen lichaam wordt uiteindelijk een feit op het moment dat de oude Hindostaan hem bewust maakt van zijn Ātman: ‘Je moet helemaal één zijn met het leven in je.’ en ‘Ken je Atman, dan zul je pas ook werkelijk kunnen delen in de schone harmonie van het leven in Suriname, waar allen één zijn.’ (Ferrier 1990: 171).
Voor deze openbaring verlaat een ouroekoesneki (tapijtslang) de bamboewandelstok van de Hindostaanse man. Waar in voorgaande passages de slang aan aankondiging van het verraderlijke was staat de slang in deze passage symbool voor de belichaming van de eenwording. Josef Slagveer trekt de eenwording naar een nog hoger niveau: ‘Leo Ferrier komt zo dichter bij zijn doel: Een harmonische existentie in de culturele waarden van Afrika en India, de landen van herkomst van zijn grootouders’.

## Eenheid
Lonnio heeft het verlangen om zijn inmiddels flink vervallen ouderlijk huis te renoveren tot een levendig kunstcentrum. Eenmaal aan wal constateert hij dat zowel de omgeving als het huis in vervallen staat verkeren. Hij beschouwt de omgeving steeds vanuit het heden-verleden. De koffieplantage Voorburg levert geen koffie meer en er is nu een betonsteiger aanwezig die er vroeger niet was. Door deze waarnemingen staat hij opeens oog in oog met de vergankelijkheid van het bestaan.
Wat Lonnio vooral ziet is dat zijn huis verrot, vermolmd en verroest is. Wat ooit een eenheid was is in delen uiteengevallen. Tijdens deze hereniging met zijn oorsprong wordt hij zich tegelijkertijd bewust van zijn verlangen waar hij naar eigen inzicht nog niet klaar voor schijnt te zijn: ‘Schijnbare ontwijking in de diepte. Een oneindige eenheid, die ik nog niet zien kan. Voltooiing in de toekomst, eeuwig een eenheid, die ik nog niet versta.’ (Ferrier 1990: 15)
Lonnio bezoekt in het centrum van het district het openluchtmuseum. Aan de oeverkant zijn er enorme kanonnen geplaatst uit de achttiende eeuw. Het beklimmen van deze kanonnen ziet hij als zijn nieuwe relatie die hij met het verleden aan wil gaan. Niet veel later loopt hij dansend naar het standbeeld van Alonso de Ojeda, een Spaanse zeevaarder, die vermoedelijk omstreeks 1500 de ontdekker was van de Wilde kust (Frans-Guyana, Suriname en Guyana). Bij dit standbeeld komt hij tot het besef dat het beeld alleen maar in Commewijne kan staan. Dit omdat in Commewijne allen die tot verschillende volkeren behoren één worden. Hieruit blijkt dat voor Lonnio de kwestie van een gefragmenteerde identiteit iets is waar zijn hele volk mee te maken heeft.
De Hindostaanse man maakte hem bekend met een nieuwe levensbeschouwelijke wijze van denken en zijn; Ātman. Na de ontmoeting met de oude Hindostaanse man keert Lonnio terug naar zijn ouderlijk huis op Ma Retraite. Wat hij dan aantreft is niet meer de verrotte, vermolmde en verroeste omgeving van weleer. Door het nieuwe inzicht kan hij zijn ouderlijk huis en alles waarmee het is omringd op een andere wijze interpreteren. Hij ziet nu werkelijk de eenheid die Commewijne is. Dit besef heeft hij niet kunnen genereren door het negerelement in anderen te zoeken. De lichamelijke vereenzelviging met Orlando was de aanzet tot een inzicht dat hij uiteindelijk in zichzelf diende te vinden.

## Creolisering
De Surinaamse cultuur is een typisch voorbeeld van een mengcultuur. Na de Hindostanen vormen de Creolen de grootste bevolkingsgroep van het land. Tussen deze beide groepen vindt al sinds oudsher de grootste competitie plaats. Hoewel de politieke macht lang in handen was van de Hollanders en hierna van de Creolen, hadden de Hindostanen toch een financieel-economisch overwicht ten opzichte van de kleinere bevolkingsgroepen.
Naast de diversiteit in de samenstelling van de bevolking is er eveneens sprake van individuen van gemengde afkomst. De interculturele vervlechting van gebruiken en opvattingen heeft een hybride identiteit als gevolg. Enerzijds werkt deze hybride vermenging verbindend, in Ātman wordt deze hybride identiteit juist geproblematiseerd door de hoofdpersoon Lonnio. De schaduwzijde van creolisering kan zich namelijk gaan manifesteren als een van de culturen dominant is of als superieur wordt beschouwd. Dit is een gegeven dat bijna onvermijdelijk is. In Ātman is het glashelder dat de Hindostaanse cultuur de geprefereerde is en de Creoolse culturele gebruiken en zelfs uiterlijke kenmerken dienen te worden onderdrukt: ‘Negers liggen op de vloer, slapen op de vloer, dat heb ik gelezen. Ik kijk lang in de spiegel. Als ik mijn haar zo kam, ligt het gladder, lijk ik meer op een Hindostaan.’ (Ferrier 1990: 16).
Hieruit wordt duidelijk dat Lonnio het Creoolse in hem probeert te maskeren. Hij probeert zichzelf op school te spiegelen aan de kinderen van hoge functionarissen met een lichtgekleurde huid en glad haar. Met zijn Orlando en Karsilan vormt hij een elitair en competitief studiegroepje, jongens die niet zoals de andere jongens bij de Chinees op de hoek gaan hangen en alle fuiven afgaan. Voor zichzelf houdt Lonnio dit valse superioriteitsgevoel een lange tijd vast, het brengt hem echter niet tot de oplossing van zijn probleem.